# Horismenus microgaster
Horismenus microgaster är en stekelart som först beskrevs av William Harris Ashmead 1888.  Horismenus microgaster ingår i släktet Horismenus och familjen finglanssteklar. Inga underarter finns listade i Catalogue of Life.